# Amadeo García
Amadeo García (Vitoria, 31 marzo 1886 – 18 luglio 1947) è stato un allenatore di calcio spagnolo.

## Carriera
Amadeo García fu un importante medico dermatologo della città di Vitoria. Nel 1921 fu coinvolto nella fondazione del Deportivo Alavés, che allenò dal 1932 al 1939. Guidò la Nazionale spagnola alla sua prima partecipazione ai Mondiali di calcio, nel 1934.